# Siva pot...
Siva pot... je kompilacijski album Aleksandra Mežka. Skladbe z albuma so bile posnete med letoma 1974 in 1989. Album je izšel leta 1991 pri založbi ZKP RTV Slovenija. 

## Seznam skladb
| Št. | Naslov                                           | Z albuma                    | Dolžina |
| --- | ------------------------------------------------ | --------------------------- | ------- |
| 1.  | „Siva pot‟ (Danoff-Nivert-Denver-A. Mežek)       | Kje so tiste stezice (1977) | 3:04    |
| 2.  | „Ljubljanske ceste‟ (R. McTell/A. Mežek)         | Kje so tiste stezice        | 3:58    |
| 3.  | „Vremenska napoved‟ (A. Mežek)                   | /                           | 3:10    |
| 4.  | „Nebo po dežju‟ (A. Mežek)                       | Menu (1980)                 | 3:33    |
| 5.  | „Mesto brez srca‟ (Reed/Bootham/A. Mežek)        | Menu                        | 3:17    |
| 6.  | „Osamljena senca‟ (A. Mežek)                     | /                           | 3:17    |
| 7.  | „Dnevi kakor je ta‟ (A. Mežek)                   | Grenkosladke pesmi (1979)   | 3:32    |
| 8.  | „Ajda pa znova cveti‟ (A. Mežek)                 | Menu                        | 3:33    |
| 9.  | „Julija‟ (A. Mežek)                              | Menu                        | 4:00    |
| 10. | „Stari muzikant‟ (A. Mežek/E. Dumbatze-A. Mežek) | Podarjeno srcu (1989)       | 5:09    |
| 11. | „Podarjeno srcu‟ (A. Mežek/E. Dumbatze-A. Mežek) | Podarjeno srcu              | 5:06    |